# ISO/IEC 27007
ISO/IEC 27007 es un estándar de la serie 27000, dedicada a la seguridad informática. El estándar guía a las organizaciones reglamentarias de certificación y a los auditores tanto internos como externos en su trabajo para certificar la implementación del estándar ISO/IEC 27001 por parte de las empresas. Este estándar es complementario al estándar ISO 19011 dedicado a la auditoría sistemas de gestión.

## Historial de versiones
La actual versión es ISO/IEC 27007:2020 la cual es la versión del año 2020, ha sido renovada respecto a su anterior versión de 2017 que es la predecesora de la original de 2011. La versión de 2020 incluye más similitudes con el estándar ISO 19011 anteriormente mencionado.

## Estructura
El estándar cubre todas las partes específicas de un SGSI (Sistema de Gestión de la Seguridad de la Información):
- Controlar el programa de auditoría del SGSI (determinar los puntos de la auditoría, cómo y cuándo hacer la auditoría, encontrar los riesgos de la auditoría, decidir quién debe hacerla, etc), esto se debe a que este estándar se alinea con los requisitos de la cláusula 9.2 de ISO/IEC 27001:2013.
- Ejecutar un sistema de gestión de la auditoría (realización de una planificación y posterior implementación con los respectivos informes y resultados).
- Gestionar los auditores (competencias, habilidades, atributos, evaluación).